# Campionati europei di triathlon long distance del 2017
I Campionati europei di triathlon long distance del 2017 (XXIV edizione) si sono tenuti a Almere nei Paesi Bassi, in data 9 settembre 2017.
Tra gli uomini ha vinto il britannico Joe Skipper, mentre la gara femminile è andata all'olandese Yvonne Van Vlerken.

## Risultati

### Élite uomini
| Pos. | Atleta                     | Paese       | Nuoto    | Bici     | Corsa    | Totale   |
| ---- | -------------------------- | ----------- | -------- | -------- | -------- | -------- |
|      | Joe Skipper                | Regno Unito | 00:51:15 | 04:22:35 | 02:41:05 | 07:59:39 |
|      | Viktor Zyemtsev            | Ucraina     | 00:51:02 | 04:25:24 | 02:43:40 | 08:03:14 |
|      | Jaroslav Kovacic           | Slovenia    | 00:48:25 | 04:27:54 | 02:45:49 | 08:05:40 |
| 4    | Kristian Høgenhaug         | Danimarca   | 00:55:11 | 04:13:25 | 02:56:12 | 08:08:40 |
| 5    | Evert Scheltinga           | Paesi Bassi | 00:48:21 | 04:25:01 | 02:55:37 | 08:12:37 |
| 6    | Gustavo Rodriguez Iglesias | Spagna      | 00:55:10 | 04:27:01 | 02:52:50 | 08:19:09 |
| 7    | Erik-Simon Strijk          | Paesi Bassi | 00:51:07 | 04:24:34 | 03:01:20 | 08:21:05 |
| 8    | Dirk Wijnalda              | Paesi Bassi | 00:57:15 | 04:32:37 | 02:53:16 | 08:26:31 |
| 9    | Christian Altstadt         | Germania    | 00:51:05 | 04:29:50 | 03:03:26 | 08:27:57 |
| 10   | Anton Blokhin              | Bielorussia | 00:51:03 | 04:38:58 | 03:01:21 | 08:34:55 |
| 11   | Andrey Lyatskiy            | Russia      | 00:51:18 | 04:39:21 | 03:04:04 | 08:38:50 |
| 12   | Jens Frommhold             | Germania    | 00:55:10 | 04:39:03 | 03:00:27 | 08:39:06 |
| 13   | Georgy Kaurov              | Russia      | 00:48:24 | 04:50:30 | 02:58:14 | 08:40:40 |
| 14   | Tjardo Visser              | Paesi Bassi | 00:51:16 | 04:48:25 | 03:00:23 | 08:43:34 |
| 15   | Jacob Veenstra             | Paesi Bassi | 00:00:00 | 00:00:00 | 03:13:21 | 08:47:14 |
| 16   | Hidde Bekhuis              | Paesi Bassi | 01:01:37 | 04:34:25 | 03:09:10 | 08:49:37 |
| 17   | Lukas Krpec                | Rep. Ceca   | 00:55:12 | 04:39:06 | 03:17:12 | 08:55:49 |
| 18   | Christophe Bastie          | Francia     | 00:52:57 | 04:34:35 | 03:26:06 | 08:57:44 |
| 19   | Jan Wainer                 | Rep. Ceca   | 00:53:19 | 04:55:53 | 03:12:32 | 09:08:48 |
| 20   | Marijn De Jonge            | Paesi Bassi | 00:54:24 | 04:44:18 | 03:37:56 | 09:21:28 |
| 21   | Mikita Hrygoryeu           | Bielorussia | 00:52:51 | 04:57:13 | 03:32:57 | 09:28:35 |
| 22   | Diederik Scheltinga        | Paesi Bassi | 00:51:10 | 04:38:14 | 04:42:17 | 10:15:26 |
| 23   | Armandas Rokas             | Lituania    | 01:13:41 | 05:39:56 | 04:25:25 | 11:26:16 |

### Élite donne
| Pos. | Atleta              | Paese       | Nuoto    | Bici     | Corsa    | Totale   |
| ---- | ------------------- | ----------- | -------- | -------- | -------- | -------- |
|      | Yvonne Van Vlerken  | Paesi Bassi | 00:57:24 | 04:44:15 | 03:05:44 | 08:51:13 |
|      | Sarissa De Vries    | Paesi Bassi | 00:52:34 | 04:44:58 | 03:27:27 | 09:09:44 |
|      | Hanna Maksimava     | Bielorussia | 00:57:25 | 05:13:06 | 03:05:32 | 09:20:02 |
| 4    | Lina-Kristin Schink | Germania    | 01:06:07 | 05:06:22 | 03:10:42 | 09:27:42 |
| 5    | Lucie Zelenkova     | Rep. Ceca   | 00:52:29 | 05:16:21 | 03:20:36 | 09:34:02 |
| 6    | Simona Krivankova   | Rep. Ceca   | 01:05:22 | 05:05:56 | 03:20:01 | 09:35:15 |
| 7    | Sonja Skevin        | Croazia     | 00:56:14 | 05:21:36 | 03:22:20 | 09:44:44 |
| 8    | Julia Mai           | Germania    | 01:02:56 | 05:15:06 | 03:37:54 | 10:01:50 |
| 9    | Kristin Lie         | Norvegia    | 01:06:00 | 05:18:55 | 03:37:25 | 10:08:43 |
| 10   | Corine Nelen        | Paesi Bassi | 00:57:42 | 05:28:45 | 03:38:46 | 10:11:05 |
| 11   | Anne Zijderveld     | Paesi Bassi | 01:01:18 | 05:36:08 | 03:52:36 | 10:40:00 |